# Filettino
Filettino là một đô thị ở tỉnh Frosinone trong vùng Lazio, có vị trí cách khoảng 70 km về phía đông của Roma và khoảng 30 km về phía bắc của Frosinone. Tại thời điểm ngày 31 tháng 12 năm 2004, đô thị này có dân số 542 người và diện tích là 77,5 km².
Filettino giáp các đô thị: Canistro, Capistrello, Cappadocia, Castellafiume, Civitella Roveto, Guarcino, Morino, Trevi nel Lazio, Vallepietra.

## Chiến dịch giành độc lập
Vào tháng 8 năm 2011, theo thông báo của chính phủ Ý rằng tất cả các ngôi làng có dưới 1.000 cư dân sẽ phải sáp nhập với các làng lân cận để cắt giảm chi phí hành chính, buộc Filettino phải sáp nhập với thị trấn lân cận Trevi nel Lazio, thị trưởng lúc đó là Luca Sellari một chiến dịch để Filettino trở thành một "quốc gia độc lập".